# Scopula bispurcata
Scopula bispurcata är en fjärilsart som beskrevs av W. Warren 1898. Scopula bispurcata ingår i släktet Scopula och familjen mätare. Inga underarter finns listade.